# Густава Каролина фон Мекленбург-Щрелиц
Густава Каролина фон Мекленбург-Щрелиц (на немски: Gustave Caroline von Mecklenburg-Strelitz; * 12 юли 1694, Нойшрелиц; † 13 април 1748, Шверин) е принцеса от Мекленбург-Щрелиц и чрез женитба херцогиня на Мекленбург-Шверин (1728 – 13 април 1748).

## Живот
Дъщеря е на херцог Адолф Фридрих II фон Мекленбург (1658 – 1708) и принцеса Мария фон Мекленбург-Гюстров (1659 – 1701), дъщеря на херцог Густав Адолф фон Мекленбург (1633 – 1695) и съпругата му Магдалена Сибила фон Шлезвиг-Холщайн-Готорп (1631 – 1719). Баща ѝ Адолф Фридрих II се жени втори път през 1702 г. в Щрелиц за принцеса Йохана фон Саксония-Гота-Алтенбург (1680 – 1704), и трети път 1705 г. в Щрелиц за принцеса Кристиана Емилия фон Шварцбург-Зондерсхаузен (1681 – 1715). Густава Каролина е сестра на Адолф Фридрих III (1686 – 1752), херцог на Мекленбург-Щрелиц, и полусестра на Карл Лудвиг Фридрих (1708 – 1752), принц на Мекленбург-Щрелиц, „принц фон Миров“, баща на британската кралица София Шарлота.
Густава Каролина се омъжва на 13 ноември 1714 г. в Гюстров за херцог Кристиан Лудвиг II фон Мекленбург (1683 – 1756), третият син на херцог Фридрих фон Мекленбург (1638 – 1688) и Кристина Вилхелмина фон Хесен-Хомбург (1653 – 1722). Нейният съпруг основава новата столица Лудвигслуст.
Тя умира през 1748 г. на 53-годишна възраст. Погребана е със съпругата си в църквата „Св. Николай“ в Шверин.

## Деца
Густава Каролина и Кристиан Лудвиг имат децата:
- Фридрих II (9 ноември 1717 – 21 април 1785), херцог на Мекленбург-Шверин (1756 – 1785), женен на 2 март 1746 г. в Швет за херцогиня Луиза Фридерика фон Вюртемберг (1722 – 1791)
- Лудвиг (6 август 1725 – 12 септември 1778), наследствен принц на Мекленбург, женен на 13 май 1755 г. за принцеса Шарлота София фон Саксония-Кобург-Заалфелд (1731 – 1810), родители на велик херцог Фридрих Франц I фон Мекленбур
- Улрика София (1 юли 1723, Грабов – 17 септември 1813, Росток), абатиса на манастира в Рюн (1728 – 1756)
- Луиза (10 февруари 1730, Рюн – 12 юни 1730, Нойщат)
- Амалия (8 март 1732, Грабов – 23 септември 1775), щифтдама в Херфорд